# Fungémie
Fungémie je stav přítomnosti hub nebo kvasinek v krvi. Nejčastěji bývá způsobena druhy rodu Candida (též se tomu říká kandidémie nebo invazivní kandidiáza), mohou ji ale způsobovat i jiné houby, například Aspergillus nebo Cryptococcus. Většinou se vyskytuje u pacientů s imunosupresí nebo imunodeficitem (s těžkou neutropenií), u onkologických pacientů nebo u pacientů s žilním katétrem. Nedávno se objevila hypotéza, že také pacienti užívající infliximab (i když jinak mají imunitní systém plně funkční) mohou být ohroženi fungémií.
Diagnóza je složitá, běžné kultivace krve mají nízkou citlivost na zjištění tohoto stavu.

## Léčba
Fungémie se léčí protihoubovými látkami, například flukonazolem nebo amfotericinem.

## Rizikové faktory
Nejvýznamnějšími rizikovými faktory jsou:
- používání širokospektrých antibiotik
- kolonizace houbami (viz např. kandidiázu)

Mezi další faktory patří:
- dialýza
- diabetes
- snížená úroveň střevní flóry
- suprese imunitního systému
- centrální žilní katétr
- těžká onemocnění
- vícenásobné chirurgické zákroky v břiše
- užívání steroidů
- popáleniny

## Patogeny
Nejběžnějším známým patogenem je Candida albicans, která způsobuje zhruba 70 % fungémií, následuje Candida glabrata s 10 % a Aspergillus s 1 %. Roste však také četnost infekcí způsobených C. glabrata, C. tropicalis, C. krusei a C. parapsilosis, hlavně pokud se významně používá flukonazol.

## Symptomy
Symptomy mohou být slabé až extrémní, často se popisují jako silné příznaky chřipky. V dlouhém seznamu symptomů fungémie figurují například bolest, duševní poruchy, chronická únava, infekce atd. Na kůži mohou být trvalé nebo nehojící se rány a léze, dále se objevuje pocení, svědění, neobvyklé výtoky apod.